# Sven-Olle Olsson
Sven-Olle Olsson, född 26 april 1929 i Kverrestads församling i Kristianstads län, död 25 november 2005 i Sjöbo, var en svensk lantbrukare och kommunalråd i Sjöbo kommun. Under sina många år som kommunalråd genomförde han ett omfattande förändringsarbete och blev så småningom en välkänd och kontroversiell profil i kommunen.
Olsson blev rikskänd sedan han varit drivande bakom att utlysa en folkomröstning om flyktingmottagande i samband med riksdagsvalet 1988. Olsson argumenterade även mot flyktingmottagande i kommunen. Efter att kopplingar till högerextrema Nysvenska rörelsen uppdagats uteslöts han ur Centerpartiet. Han grundade det lokala Sjöbopartiet 1991.
Sverigedemokraterna använde under tiden för folkomröstningen 1988 ”Sjöbo visar vägen” som slogan på sina affischer. Olsson rekryterades senare till partiet år 2002 och stod på deras riksdagsvalsedel samma år. Samtidigt återvaldes han till kommunfullmäktige för Sjöbopartiet.